# Obornjača, Bačka Topola
Obornjača je naselje v Srbiji, ki upravno spada pod Občino Bačka Topola. 

## Demografija
V naselju živita 2 polnoletna prebivalca, pri čemer je njihova povprečna starost 47,5 let. Naselje ima 2 gospodinjstev, pri čemer je povprečno število članov na gospodinjstvo 1,00.
To naselje je popolnoma madžarsko (glede na popis iz leta 2002).
|  |

| Demografija | Demografija     | Demografija     |
| Leto        | Št. prebivalcev | Št. prebivalcev |
| ----------- | --------------- | --------------- |
|             |                 |                 |
|             |                 |                 |
|             |                 |                 |
|             |                 |                 |
| 1948        | -               |                 |
| 1953        | -               |                 |
| 1961        | -               |                 |
| 1971        | -               |                 |
| 1981        | -               |                 |
| 1991        | 2               | 2               |
| 2002        | 2               | 2               |
|             |                 |                 |

| Etnična sestava po popisu iz leta 2002 | Etnična sestava po popisu iz leta 2002 | Etnična sestava po popisu iz leta 2002 | Etnična sestava po popisu iz leta 2002 | Etnična sestava po popisu iz leta 2002 |
| -------------------------------------- | -------------------------------------- | -------------------------------------- | -------------------------------------- | -------------------------------------- |
| Madžari                                | Madžari                                |                                        | 2                                      | 100,0%                                 |
| Neznano                                | Neznano                                |                                        | 0                                      | 0,0%                                   |